# Ancien Hôtel de ville de Fort-de-France
L’ancien Hôtel de ville de Fort-de-France est un bâtiment de style néo-classique situé au no 116 de la rue Victor-Sévère à Fort-de-France, en Martinique. Il abrite le théâtre Aimé-Césaire.

## Histoire
La construction de l'Hôtel de ville de Fort-de-France commence en 1884 à l'emplacement de l'ancien hospice civil Saint-Victor, afin de remplacer la Maison Commune datant de 1848 et située rue Victor Hugo. Les travaux de l'entrepreneur Krous sont interrompus par le grand incendie de la ville le 22 juin 1890 et le cyclone du 18 août 1891. Ils sont repris et suivis par De Laguarigue, après modification des plans, et achevés le 21 septembre 1901, date de son inauguration.

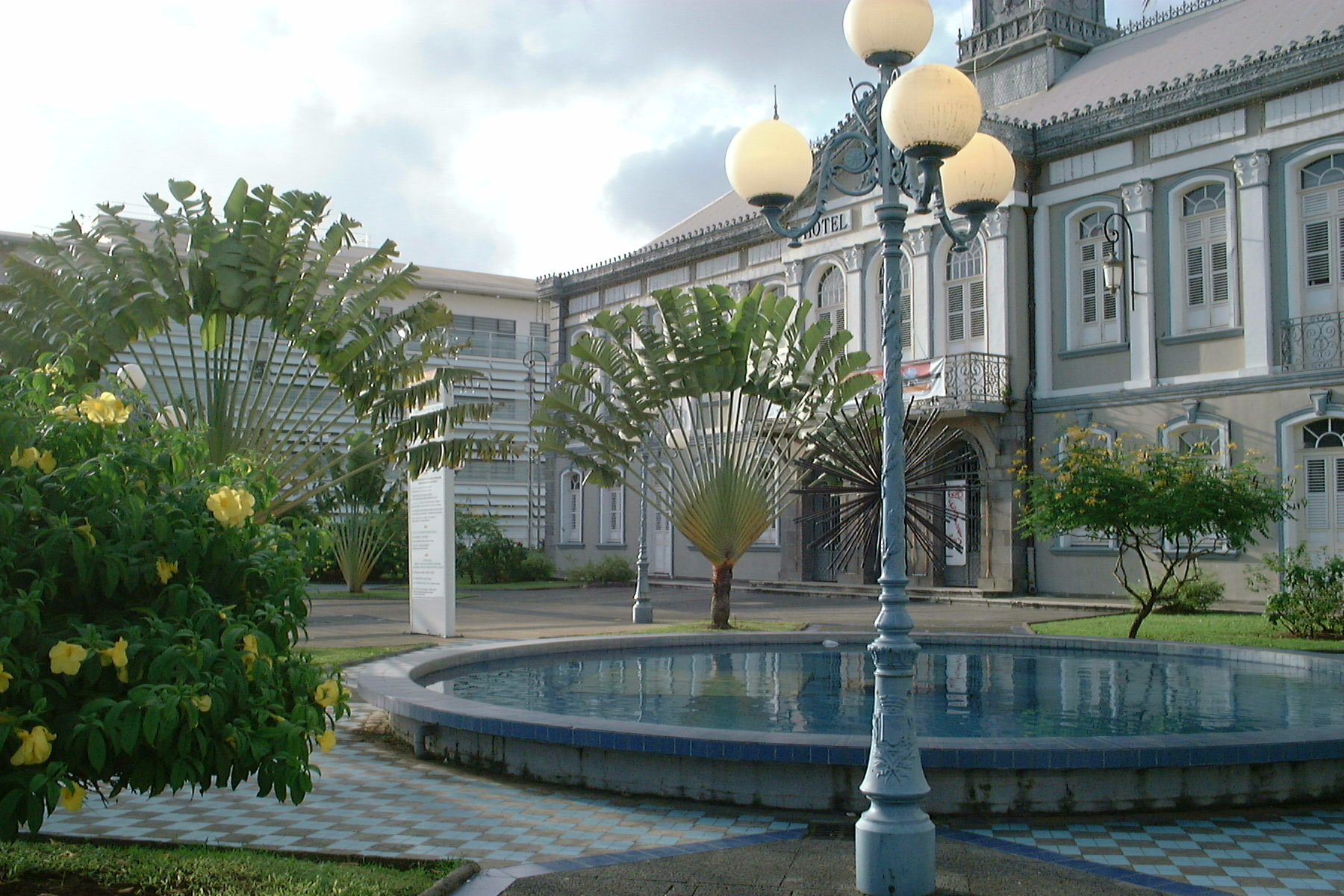
Cour de l'ancien Hôtel de ville

Antoine Siger, maire depuis six mois, y est assassiné au balcon en 1908, en pleine campagne électorale. 
Dès 1912, une annexe est ajoutée au bâtiment dans laquelle on construit un théâtre municipal avec une salle à l'italienne de 800 places. 
Depuis 1970, le bâtiment étant devenu trop petit, le nouvel hôtel de ville se tient sur le boulevard du Général de Gaulle et l'ancien est resté le théâtre municipal. Toutefois, Aimé Césaire, maire de la ville de 1945 à 2001, y conserve son bureau, y compris après la fin de son mandat en tant que maire honoraire jusqu'à son décès. 
Le bâtiment accueille aujourd'hui diverses expositions et spectacles et l'ensemble a été rebaptisé Théâtre Aimé Césaire le 30 septembre 2009, en hommage au poète natif du pays décédé en avril 2008. Le spectateur peut y voir des représentations de danse classique, de musique classique mais aussi traditionnelle martiniquaise, tout comme des pièces de théâtre et parfois des productions cinématographiques.

## Description
L'ancien Hôtel de ville est un bâtiment en pierre de style néo-classique. Doté d'un campanile avec une horloge à quatre faces, l'édifice est un bel exemple de construction antillaise avec une forte présence du bois et des décors de frises dentelées. À l'intérieur, au premier étage, une statue, de 1879, due à Albert-Ernest Carrier-Belleuse, représente un esclave dont les fers viennent d'être brisés ; le socle porte les noms de tous les membres du gouvernement provisoire de 1848.
Sous le campanile, les armes de la ville comprennent la devise patriotique « Semper Francia » : la France toujours.  
Bénéficiant d'une excellente acoustique, la salle de théâtre à l'italienne a accueilli acteurs et pièces de renom, de Louis Jouvet à Jean-René Lemoine en passant par les sociétaires de la Comédie-Française.

## Protection au titre des Monuments historiques
L'édifice est protégé au titre des monuments historiques depuis le 31 juillet 1979.